# Orthosia lizetta
Orthosia lizetta là một loài bướm đêm trong họ Noctuidae.